# Citronelă
Citronela, numită și iarba lămâioasă, iarbă de lămâie sau lemongrass (Cymbopogon) este un gen de plante originar din Africa, Asia, Australia și ale insulelor tropicale din familia ierburilor (Poaceae). Unele specii (în special Cymbopogon citratus) sunt cultivate ca plante culinare și medicinale datorită parfumului lor, asemănător cu cel al lămâilor (Citrus limon). Denumirea de Cymbopogon derivă din cuvintele grecești kymbe (κύμβη, 'barcă') și pogon (πώγων, 'barbă') deoarece la majoritatea speciilor, spiculele, care se proiectează din bracteele, au o așa-zisă „formă de barcă”.

## Utilizare
Ierburile de lămâie (Cymbopogon nardus și Cymbopogon winterianus) cresc până la aproximativ 2 m și au tulpini de bază de culoare magenta. Aceste specii sunt folosite pentru producerea de ulei de citronelă, care este utilizat în săpunuri, ca agent de respingere a insectelor (în special țânțari) în spray-uri și lumânări de insecte și în aromoterapie. Principalii constituenți chimici ai citronelei, geraniolul și citronelolul, sunt antiseptice, motiv pentru care se folosesc în dezinfectanți și săpunuri de uz casnic. Pe lângă producția de ulei, iarba de citronella este folosită și în scopuri culinare, ca aromă.
Citronela din India de Est (Cymbopogon flexuosus), numit și iarbă Cochin sau iarbă Malabar, este originar din Cambodgia, Vietnam, Laos, India, Sri Lanka, Birmania și Thailanda, în timp ce iarba lămâioasă din India de Vest (Cymbopogon citratus) este originară din Asia de Sud-Est maritimă. În timp ce ambele pot fi utilizate în mod interschimbabil, varianta C. citratus este mai potrivit pentru gătit.
În Sri Lanka, iarba de lămâie este folosită ca plantă de gătit, pe lângă utilizarea sa pentru uleiurile esențiale.

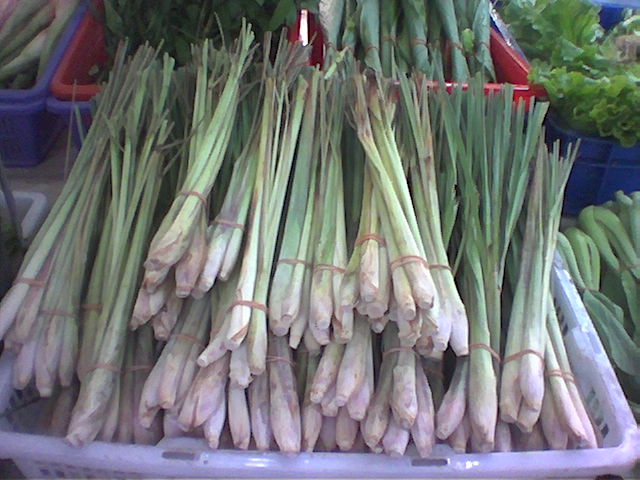
Citronelă vândută la piață.

În India, C. citratus este utilizat atât ca plantă medicală, cât și în parfumuri. C. citratus este și consumat ca un ceai pentru anxietate în medicina populară braziliană, dar un studiu nu a găsit niciun efect în acest sens. Ceaiul într-un caz a și provocat apariția dermatitei de contact. În Caraibe, ceaiul este, de asemenea, preparat și consumat pentru a spori imunitatea.
Un studiu a constatat că ceaiul poate exercita un efect de stimulare a eritropoiezei.
În cultul Hoodoo, citronela este ingredientul principal al uleiului van van, unul dintre cele mai populare uleiuri folosite pentru conjură. Citronela este folosită în cultul Hoodoo și pentru a se proteja împotriva răului, a curăța spiritual o casă și pentru a aduce noroc în relațiile amoroase.
În apicultură, uleiul de citronelă imită feromonul emis de glanda Nasonov ale albinelor, și este folosit pentru a atrage aceste insecte către un stup sau către un roi.

## Specii
Speciile incluse în acest gen sunt:
- Cymbopogon ambiguus – Australia, Timor
- Cymbopogon annamensis – Yunnan, Laos, Vietnam, Thailanda
- Cymbopogon bhutanicus – Bhutan
- Cymbopogon bombycinus – Australia
- Cymbopogon caesius – Africa subsahariană, Subcontinentul indian, Yemen, Afganistan, Madagascar, Comore, Réunion
- Cymbopogon calcicola – Thailanda, Kedah
- Cymbopogon calciphilus – Thailanda
- Cymbopogon cambogiensis – Thailand, Cambodgia, Vietnam
- Cymbopogon citratus Indonezia, Malaezia, Brunei, Filipine
- Cymbopogon clandestinus – Thailanda, Myanmar, Insulele Andaman
- Cymbopogon coloratus – Madhya Pradesh, Tamil Nadu, Myanmar, Vietnam
- Cymbopogon commutatus – Sahel, East Africa, Arabian Peninsula, Iraq, Iran, Afghanistan, India, Pakistan
- Cymbopogon densiflorus – Africa centrală + sud-centrală
- Cymbopogon dependens – Australia
- Cymbopogon dieterlenii – Lesotho, Namibia, Africa de Sud
- Cymbopogon distans – Gansu, Guizhou, Shaanxi, Sichuan, Tibet, Yunnan, Nepal, Pakistanul de nord, Jammu & Kashmir
- Cymbopogon exsertus – Nepal, Assam
- Cymbopogon flexuosus Subcontinentul indian, Indochina
- Cymbopogon gidarba – Subcontinentul indian, Myanmar, Yunnan
- Cymbopogon giganteus – Africa, Madagascar
- Cymbopogon globosus – Maluku, Noua Guinee, Queensland
- Cymbopogon goeringii – China, Taiwan, Coreea, Japonia + Insulele Ryukyu, Vietnam
- Cymbopogon gratus – Queensland
- Cymbopogon jwarancusa – Socotra, Turcia, Orientul Mijolciu, Peninsula Arabică, Irak, Iran, Afganistan, Subcontinentul indian, Tibet, Sichuan, Yunnan, Vietnam
- Cymbopogon khasianus – Yunnan, Guangxi, Assam, Bhutan, Bangladesh, Myanmar, Thailanda
- Cymbopogon liangshanensis – Sichuan
- Cymbopogon mandalaiaensis – Myanmar
- Cymbopogon marginatus – Pronvincia Cape din Africa de Sud
- Cymbopogon martini (palmarosa) – Subcontinentul indian, Myanmar, Vietnam
- Cymbopogon mekongensis – China, Indochina
- Cymbopogon microstachys Subcontinentul indian, Myanmar, Thailanda, Yunnan
- Cymbopogon microthecus – Nepal, Bhutan, Assam, Bengalul de Vest, Bangladesh
- Cymbopogon minor – Yunnan
- Cymbopogon minutiflorus – Sulawesi
- Cymbopogon nardus (citronella grass) – Subcontinentul indian, Indochina, Africa centrală și de sud, Madagascar, Seychelles
- Cymbopogon nervatus – Myanmar, Thailand, central Africa
- Cymbopogon obtectus – Australia
- Cymbopogon osmastonii – India, Bangladesh
- Cymbopogon pendulus – Yunnan, Munții Himalaya de vest, Myanmar, Vietnam
- Cymbopogon polyneuros – Tamil Nadu, Sri Lanka, Myanmar
- Cymbopogon pospischilii – Africa de est și sud, Oman, Yemen, Himalaya, Tibet, Yunnan
- Cymbopogon procerus – Australia, Noua Guinee, Maluku, Insulele Sunda Mici, Sulawesi
- Cymbopogon pruinosus – insulele Oceanului Indian
- Cymbopogon queenslandicus – Queensland
- Cymbopogon quinhonensis – Vietnam
- Cymbopogon rectus – Insulele Sunda Mici, Java
- Cymbopogon refractus – Australia și Insula Norfolk
- Cymbopogon schoenanthus – Sahara, Sahel, Africa de est, Peninsula Arabică, Iran
- Cymbopogon tortilis – China și Taiwan, Insulele Ryukyu + Insulele Bonin, Filipine, Vietnam, Maluku
- Cymbopogon tungmaiensis – Sichuan, Tibet, Yunnan
- Cymbopogon winterianus Borneo, Java, Sumatra
- Cymbopogon xichangensis – Sichuan

Incluse în trecut
Numeroase specii sunt acum considerate mai potrivite pentru alte genuri, inclusiv: Andropogon, Exotheca, Hyparrhenia, Iseilema, Schizachyrium, and Themeda.

## Imagini

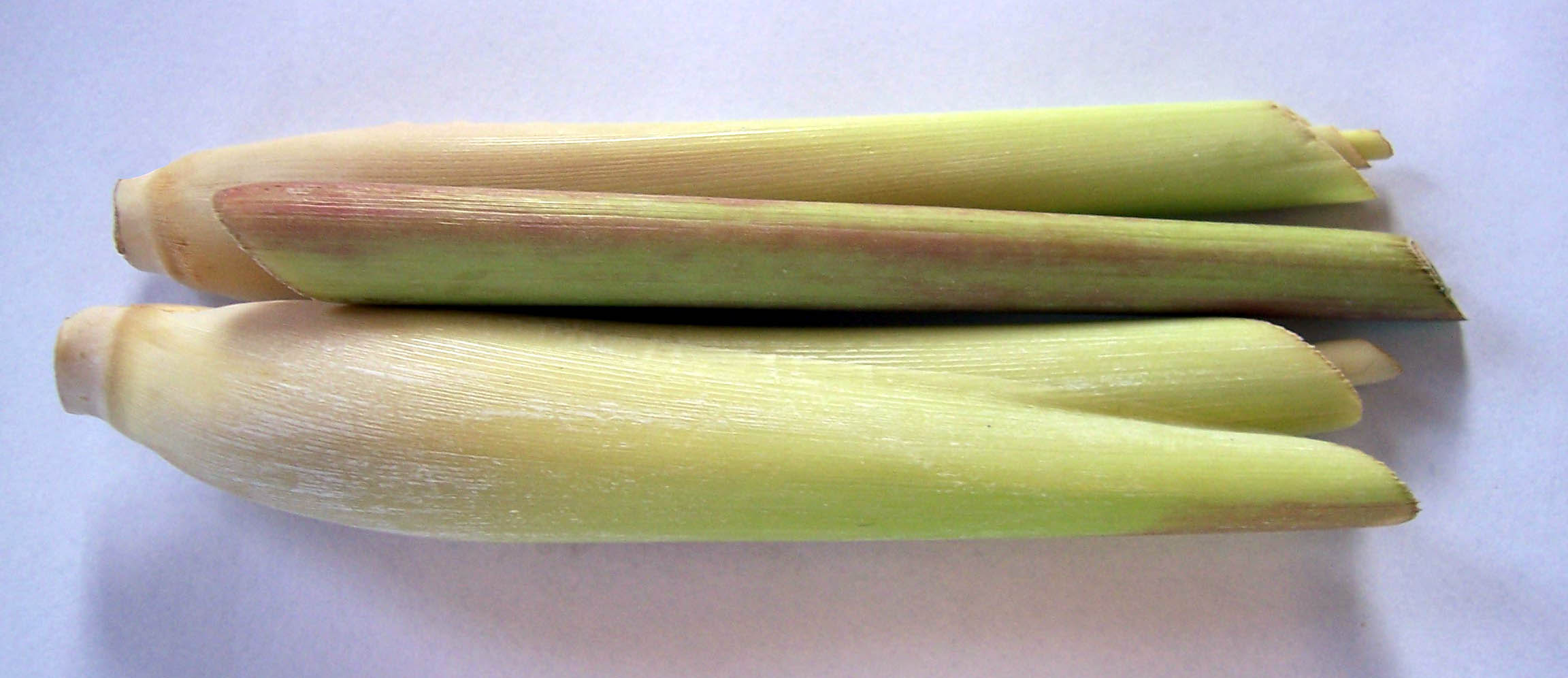
Citronelă preparată.
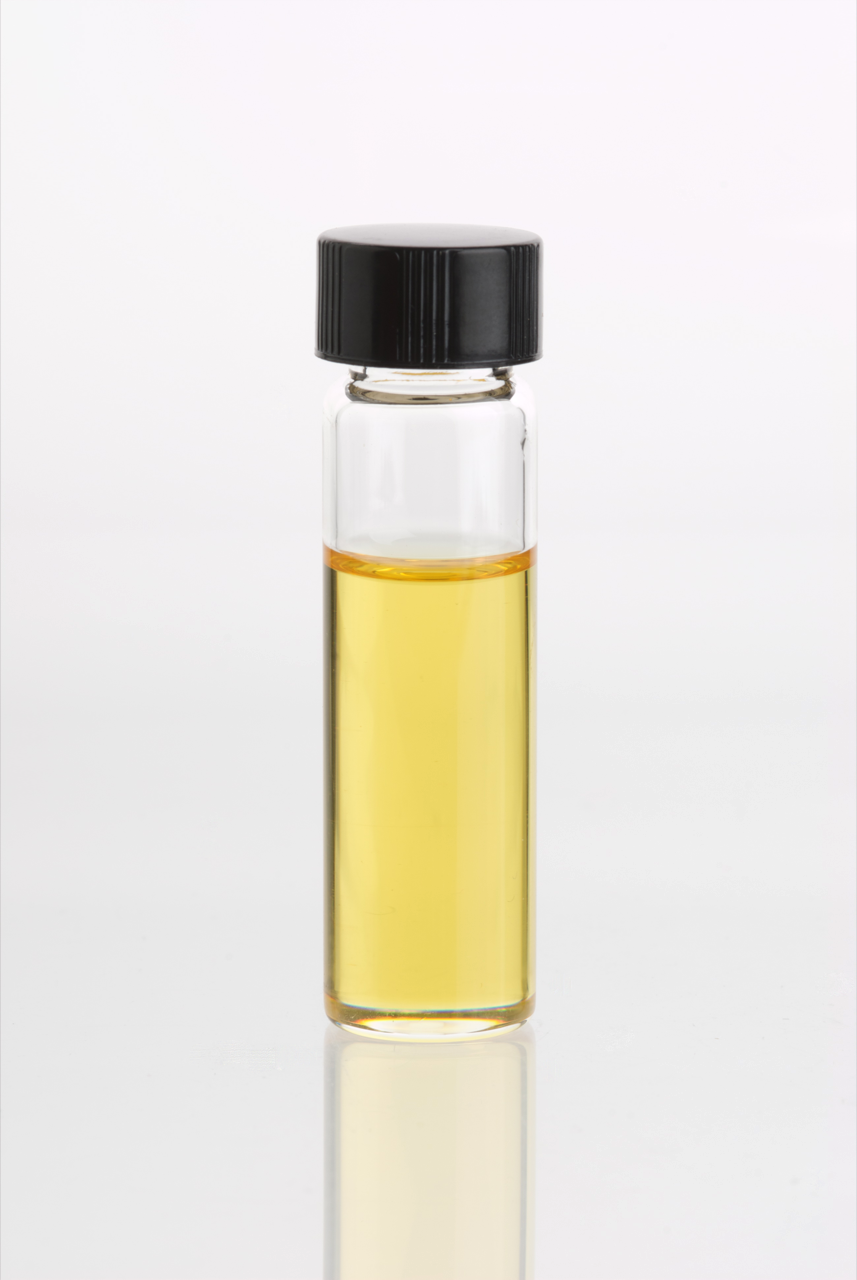
Ulei esențial de citronelă (Cymbopogon flexuosus) într-un flacon de sticlă transparentă.
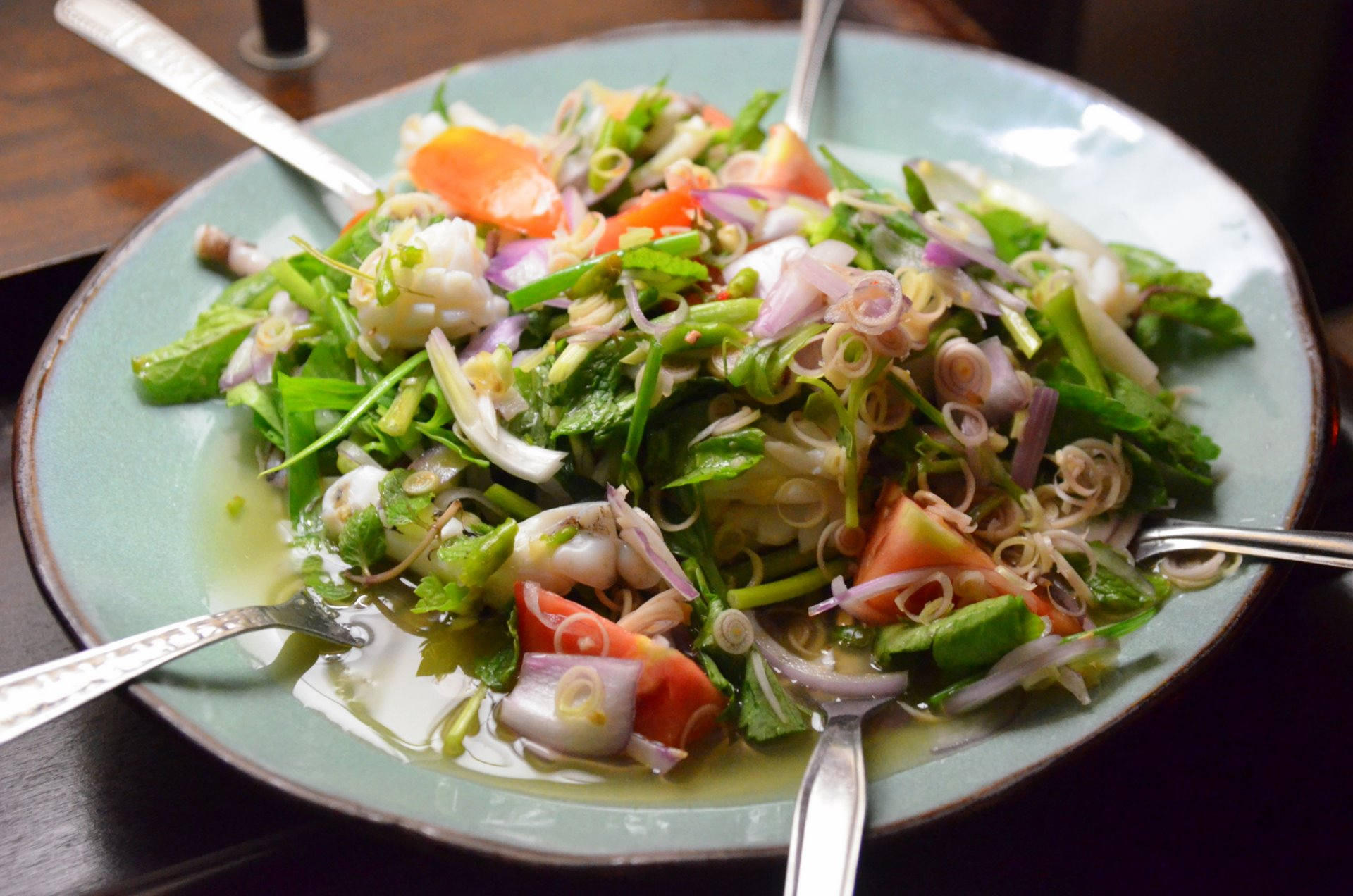
Yam takhrai kung sot (ยำตะไคร้กุ้งสด), din bucătăria thailandeză, un fel de salată (yam) făcută cu creveți și iarbă lămâioasă proaspătă tăiată mărunt.
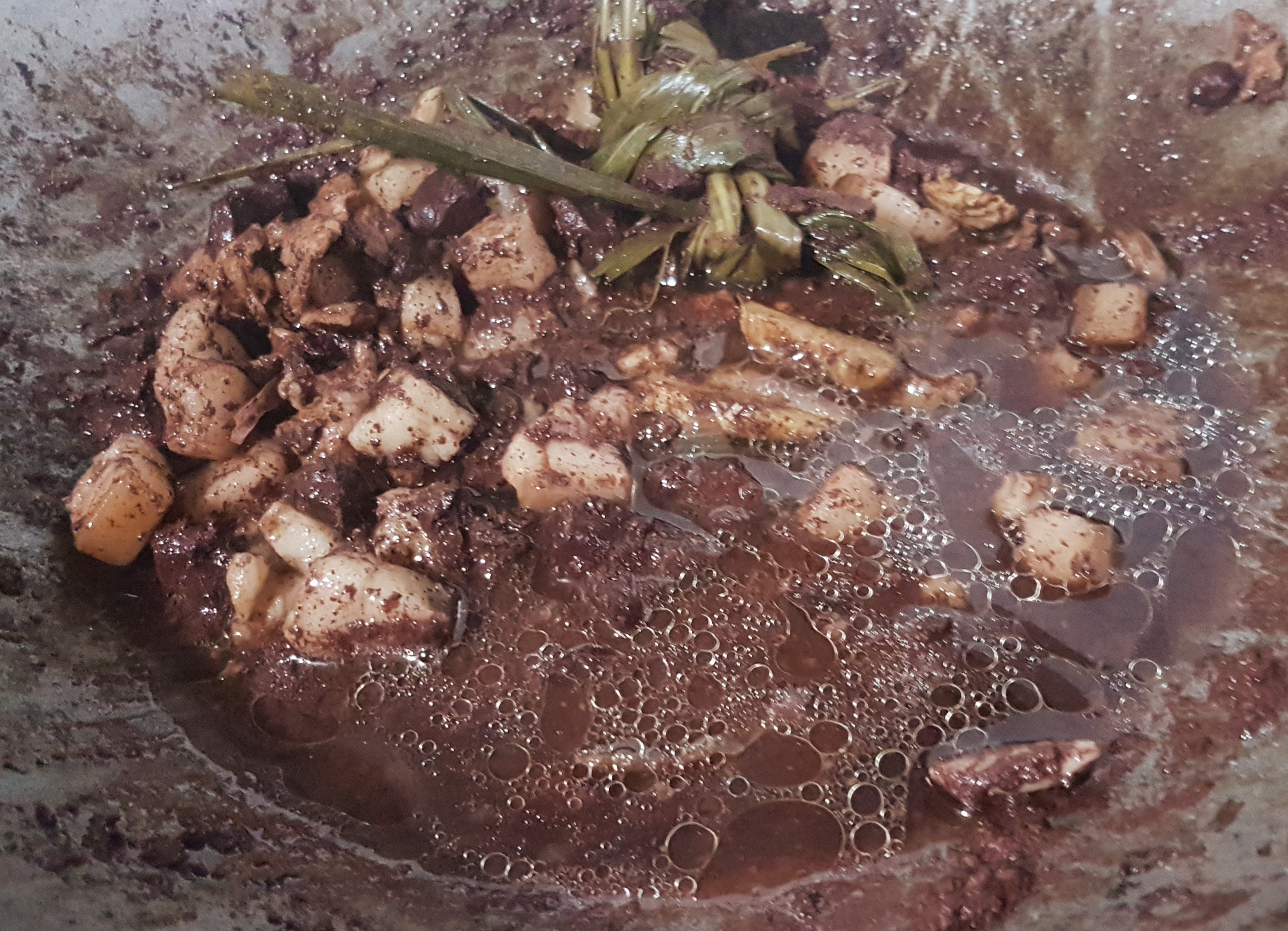
Un nod de iarbă de lămâie folosit pentru a conferi parfum mâncării filipineze dinuguan (un fel de tocană cu sânge de porc).
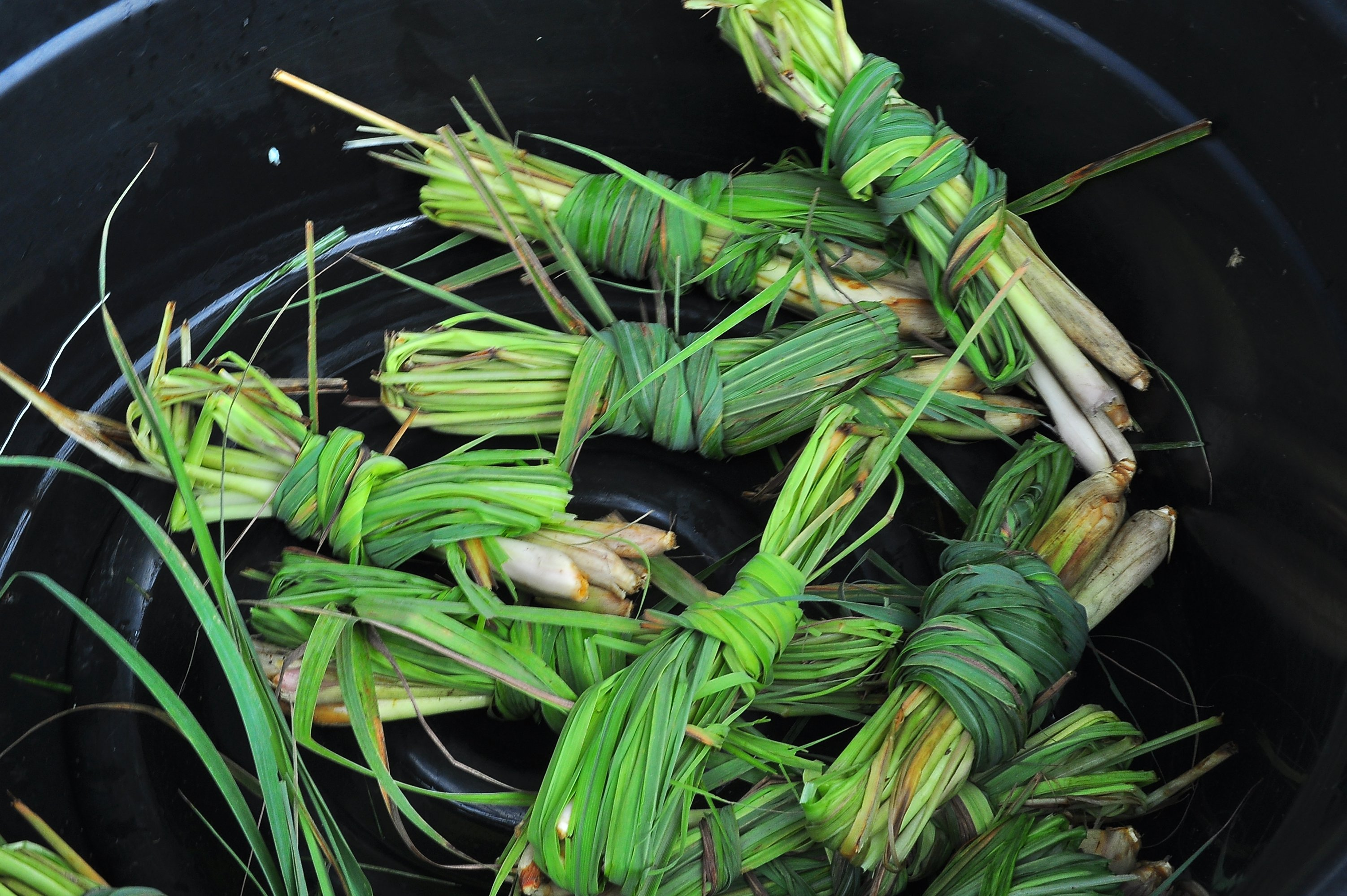
Noduri de iarbă lămâioasă în bucătăria filipineză.

## Legături externe
Materiale media legate de Citronelă la Wikimedia Commons